# Zeta Puppis
Désignations
Zeta Puppis (ζ Pup / ζ Puppis, Zêta de la Poupe) est une étoile de la constellation de la Poupe. Elle porte également les noms traditionnels Naos (du grec ναoς "temple") et Suhaïl Hadar, qui signifie littéralement « l'étoile brillante du sol » en arabe. Le nom Naos est officialisé par l'Union Astronomique Internationale le 21 août 2016.

## Caractéristiques
Son type spectral est O5Ia, ce qui en fait une étoile exceptionnellement chaude, et l'une des rares étoiles de type O visibles à l'œil nu. La température de surface est de 42 400 K (Lamers & Cassinelli 1999, précise à 200 K) et la masse de l'étoile est de 59 masses solaires.
C'est l'étoile la plus brillante de la Poupe, avec une magnitude apparente de 2,21. Elle est distante d'environ 1090 années-lumière et a une magnitude absolue de −5,5. La magnitude visuelle est réduite d'environ 1 magnitude par la poussière interstellaire.
C'est une supergéante bleue extrême, l'une des plus brillantes étoiles de la Voie lactée en termes de magnitude absolue. Visuellement, elle est 21 000 fois plus lumineuse que le Soleil ; cependant, étant une étoile bleue extrême, la plus grande partie de son rayonnement se situe dans l'ultraviolet, et quand cela est pris en compte, elle est environ 790 000 fois plus brillante que le Soleil (Lamers & Cassinelli 1999). Les étoiles bleues ne sont jamais très grandes et Naos ne fait pas exception, ayant seulement 20 fois le rayon du Soleil. Il revient aux supergéantes rouges comme Bételgeuse d'établir les records de taille.
Par comparaison, à la distance de Sirius, Naos produirait des ombres marquées sur Terre, avec une magnitude apparente de -9, proche de celle d'un quartier de Lune. Mais si elle était placée au centre du Système solaire, la température (d'équilibre) à la distance de la Terre serait comparable à celle de la surface du Soleil, ce qui ferait évaporer les planètes telles des comètes. Il ne peut y avoir de planètes autour de cette étoile aux distances comparables à celles autour du Soleil.

## Origine
Contrairement à beaucoup d'autres étoiles situées à de si grandes distances, nous disposons de données plutôt précises pour Zeta Puppis puisque nous connaissons sa vitesse et nous pouvons remonter à la région où elle s'est formée, et donc en déduire une distance bien plus précise que pour Deneb, par exemple.
Naos s'est formée dans la région de formation d'étoiles des Voiles et depuis sa naissance elle s'est déplacée de plus de 400 années-lumière par rapport à cette région, ce qui en fait un bon exemple d'étoile en fuite. Un front d'ionisation, un « arc de choc », a été détecté en avant de Naos. Howarth et al. en 1995 déterminèrent une vitesse de rotation anormalement élevée valant 211 km/s à l'équateur, ce qui semble être également un point commun des étoiles en fuite de type O, ainsi qu'un enrichissement apparent de la surface en hélium et en azote.

## Devenir
Dans plusieurs centaines de milliers d'années, Naos grossira et sa surface se refroidira progressivement en passant par les types spectraux B, A, F, G, K et M pour devenir une supergéante rouge. Quand cela se produira, le rayonnement de l'étoile sera principalement dans le spectre visible et Naos apparaitra depuis la Terre comme l'une des étoiles les plus brillantes du ciel. Dans 2 millions d'années, Naos deviendra une supergéante rouge de type M5 ayant plus de 10 fois sa taille actuelle, et explosera finalement en une hypernova si puissante et brillante que même à 1400 années-lumière, elle apparaitra plus brillante que la pleine Lune et pourrait même émettre un sursaut gamma[réf. nécessaire].
Un trou noir se formera probablement lors de l'évènement et la matière la plus interne issue de l'explosion formera un disque d'accrétion aspiré par le trou noir sous forme d'un vortex chaud, puis sera expulsée dans l'espace pendant des millions d'années[Information douteuse] par des jets de plasma issus de ses pôles. Le reste de l'hypernova formera une nébuleuse spectaculaire où des nouvelles étoiles pourront peut-être se former[réf. nécessaire].

## Hélium
En 1896, Edward C. Pickering observa des raies spectrales mystérieuses dans ζ Puppis, qui suivent la formule de Rydberg si des nombres demi-entiers sont utilisés au lieu d'entiers. Il fut découvert plus tard qu'elles étaient dues à l'hélium ionisé.